# Calliandra pittieri
Calliandra pittieri là một loài thực vật có hoa trong họ Đậu. Loài này được Standl miêu tả khoa học đầu tiên.